# جيمس روبرتسون (سياسي)
جيمس روبرتسون (بالإنجليزية: James Robertson)‏ هو سياسي أمريكي، ولد في 1717 في المملكة المتحدة، وتوفي في 4 مارس 1788 في لندن في المملكة المتحدة بسبب مرض. انتخب Colonial Governor of New York ‏.